# Стари град (Будва)
Стари град у Будви (лат. Butua, Butoba) је градска тврђава у данашњем истоименом насељу. Тврђава је првобитно подигнута на острву недалеко од обале, а касније је превлаком спојен са копном тако да је данас то обалско утврђење, иако је првобитно било острвско. Град је очуван и дан данас. Његове се куће користе за живот. Тешко је страдао у великом земљотресу 1979. године, али су зидине и куће успјешно саниране. 

## Прошлост града
Утврђени град на овом простору је постојао још у доба антике. Мада су Грци основали многе колоније у Медитерану, по свему судећи, у делу обале Јадранског мора, на подручју данашње Црне Горе, нису успели у насељавању колониста, јер им то није допуштало домородачко илирско становништво. Умјесто тога, постојали су само поједини грчки тржишни центри — емпорији. Један од њих је, током VI – V вијека прије нове ере, био у Будви (Butua). Први помен овог илирског града налазимо у V веку пре нове ере, код Софокла, а Псеудо-Ксилакс наводи да се од њега до Драча путује морем дан и ноћ, а копном три дана. Будва је позната и по каснијим, богатим грчким налазима, када је утицај са Егејског мора био још већи. Из овог периода у граду су пронађени ратнички шљемови (такозвани грчко-илирски) који са парагнатидама (штитницима за образе) подсећају на коринтске, али им за разлику од њих недостаје штитник за нос (назал). Шлемови су увожени из Грчке (пронађени датирају из V-VI вијека п. н. е.) и били су омиљени међу Илирима (Енхилејцима) а то се вјероватно тиче и осталих дијелова заштитне војничке опреме.
Земља (Енхилејаца), на којој је основан град Будва, помиње се још у митовима везаним за Кадмоса и Хармонију, досељеника из грчке Тебе. Кадмосов син је по миту имао име Илириос: епоним старих Илира. По једном фрагменту Филона, који наводи Стефан Византинац, Кадмос је дошао међу Енхилејцеу град Будву, на воловским колима, да би им (по податку Аполодора) помогао у рату против других племена Илира ("Illyri proprie dicti"). 
Након илирско-римских ратова, Будва потпада под власт Рима. Конвенти или опида (oppida civium Romananorum) била су насеља колонизираних римских грађана, досељених у Илирик, односно каснију провинцију Далмацију. Међу таквим насељима се помиње и Butua-Butuanum (Будва). Сем Италика, у овим градовима постоји и већи број трговаца, Грка и оријенталаца, а развијено занатство утиче на формирање занатских колегија.
Разарањем античке Дукље од стране Авара и доласком Словена, велики број романизованих староседелаца се повукао у утврђене приморске градове. У раном средњем веку, Будва је византински град, са грчком војном посадом (гарнизоном) и илиро-романским становништвом, а настањивали су је и грчки и италијански трговци. Словени живе по жупама и били су неколико векова поданици византијског цара. По осамостаљењу Дукљанске кнежевине Будва улази у њен састав, а касније и у састав Краљевине Дукље. После 1181. у држави је Стефана Немање, Краљевини Србији и Царству. По узору на Душанов законик, у вријеме цара Стефана Уроша IV сачињен је – Статут града Будве. У каснијем периоду, овај град се налазио под влашћу Балшића, Црнојевића и Српске деспотовине. Користећи продоре Турака на Балканско полуострво, Млечани нису заузимали велике поседе одједном. Дугим и стрпљивим радом на терену обећањима су придобијали „кућу по кућу“. До 1435. године српској су деспотовини, у приморју Зете, одузели све, сем: Бара и Будве. Велико вијеће, у Венецији, 31.12.1435. године, изабрало је Ђурђа Бранковића, са синовима и наследницима, за млетачког грађанина и племића (свечани документ написан је 26.03.1436. године и на њега стављен златни печат Млетачке републике) чиме је истовремено српски деспот постао и члан Великог већа. Међутим, након првог пада Српске деспотовине под турску власт 1439, такво стање су искористили Млеци: предухитривши Турке, до 1443. заузимају цио обалски појас Доње Зете, од Бојане до Котора. Тако су под њихову власт пали и градови: Улцињ, Бар и Будва. У предатим им местима, Млечани су за ректоре (начелнике) постављали своје племство, у периоду од 1441. до 1797. године Имена ових ректора сачувана су у млетачком архиву. После пада Млетачке републике, Будва улази у састав Аустроугарске.

## Галерија
- Положај Будве и стање посједа 1441. године (по продору С. В. Косаче у Зету).